# مجله
مجله (از عربی: مَجَلَّة) یا نشریه (از عربی: نشریَّة) یا گاه‌نامه (گاهنامه)، گونه‌ای کتابچهٔ دوره‌ای است که با چاپ و انتشار مقاله‌های عمومی یا علمی، به گسترش و اشاعهٔ اطلاعات، دانش و نتایج پژوهش‌ها دربارهٔ پیشرفت‌های جاری در یک حوزهٔ عمومی یا یک زمینهٔ علمی خاص می‌پردازد. مقالهٔ علمی توسط پژوهشگر یا پژوهشگرانی نگاشته می‌شود که کارِ پژوهش را انجام داده‌اند و معمولاً پس از عبور از مرحلهٔ سردبیری، ازجمله داوری و داوری همتا، منتشر می‌شود.

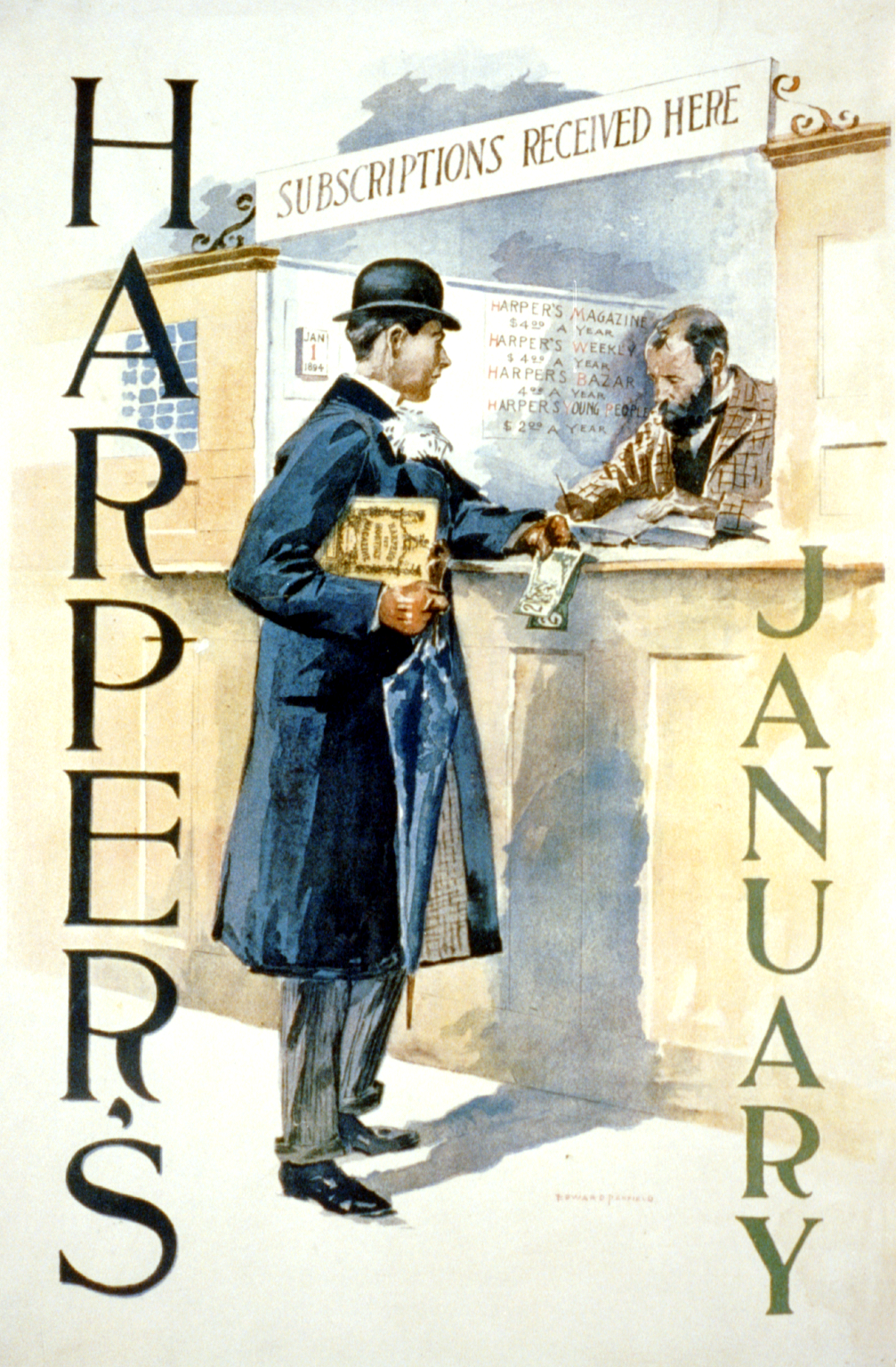
ماهنامه هارپر، یک مجله ادبی و سیاسی در اواخر قرن نوزدهم

مجله (به انگلیسی: magazine) یا نشریه به مدرکی جلدشده و ادواری گفته می‌شود که به‌طور منظم و با فاصلهٔ انتشارِ (معمولاً) مرتب و زیر شمارهٔ ردیف و دوره و تاریخ معیّن در زمینه‌های گوناگون (اجتماعی، سیاسی، اقتصادی، فرهنگی، دینی، علمی، فنی، کشاورزی، نظامی، هنری، ورزشی و مانند این‌ها) بیش از دو بار در سال منتشر شود و در تهیهٔ مطالب آن بیش از یک نفر مشارکت داشته باشند و نیز دارای بیشتر از یک مقاله باشد.

## اصطلاح‌شناسی
در روزگاری که نخستین مجله در ایران انتشار می‌یافت، در نشریهٔ تربیت مجله را چنین تعریف کردند:
مجله و جریده به اصطلاح این عصر و زمان مجموعه یا رساله‌ای است که دارای مطالب مفید سیاسی و علمی و ادیب و غیرها از وقایع متفرقه و اخبار مختلفه از هر جنس و هر نوع اعم از تاریخ و حکایت و قصه و روایت و سخن‌های ادب‌آموز و مثل‌های تربیت‌اندوز باشد و مجله یومیه نیست، اما متوالیاً طبع و منتشر می‌شود [...] مجلهٔ ۱۵روزه و ۱۰روزه و یک‌ماهه و بیشتر و کمتر در السنهٔ مختلفهٔ امروز بسیار و فراوان است [...] مجله در اصل رساله‌ای است که مشتمل بر مواعظ و حکم باشد. چنان‌که صحیفهٔ لقمان را که مطالب حکمتی وی در آن درج بوده مجلهٔ لقمان گفته‌اند و اگر بخواهیم مجله را درست به فارسی ترجمه کنیم، باید بگوییم گنجینهٔ دانش…
در لغتنامهٔ دهخدا اصل این لغت را عبری و از کلمهٔ «مگلت» دانسته‌اند و ذیل مجله آورده‌اند: «آنچه هم چون کتاب و رساله از اخبار و موضوعات و مقالات مختلف هفته‌ای یا ۱۵روزی یا ماهی و جز آن طبع کنند و انتشار دهند.» فرهنگ فارسی معین مجله را مجموعه‌ای تعریف کرده است که «به‌طور مرتب منتشر می‌شود و شامل مقالات در موضوعی واحد یا در موضوعات مختلف باشد.» در فرهنگ عمید نیز ذیل واژهٔ مجله آمده است: «مجموعه‌ای از مقالات گوناگون که هر هفته یا هر ماه یک مرتبه چاپ و منتشر شود». فرهنگ بزرگ سخن مجله را «نشریه‌ای که در فواصل زمانی یکسان چاپ می‌شود و معمولاً شامل مجموعه‌ای از اخبار، مقالات، عکس و مانند آن‌هاست» تعریف کرده است. دیگر فرهنگ‌ها و واژه‌نامه‌ها از مجله به عنوان صحیفهٔ حکمت، کتاب حکمت و ادب و … یاد کرده‌اند.
در لاروس، مجله را «نشریه‌ای دوره‌ای با جلد کاغذی مشتمل بر نوشته‌های نویسندگان مختلف و غالباً مصور و همراه با تبلیغات» و در فرهنگ انگلیسی آکسفورد «نشریه‌ای ادواری با جلد کاغذی حاوی داستان‌ها، مقالات و غیره که به وسیلهٔ نویسندگان مختلف نوشته می‌شود» تعریف شده است.
کتابداران «نشریه‌ای با عنوان مشخص [را] که به صورت شماره‌ها یا جزوه‌های پیاپی با فاصلهٔ زمانی منظم برای مدت نامحدود منتشر می‌شود و حاوی مقالاتی دربارهٔ موضوع‌های مختلف از نویسندگان مختلف است» مجله می‌نامند و روزنامه‌نگاران «نشریهٔ چندین‌صفحه‌ای [را] که هفته یا ماهی یک بار در روز یا هفتهٔ معین منتشر شود و قطع آن کوچکتر از روزنامه و صفحات آن به‌مراتب زیادتر باشد» به عنوان مجله می‌شناسند.
ابن‌عربی گوید: «از اعرابی در حالی که کُرّاسه‌ای [کُرّاس به ضم کاف و تشدید را به معنی جزوی از کتاب که غالباً محتوی ۸۰ برگ است] در دست داشتم، پرسیدم مجله چیست؟ جواب داد همان که در دست توست.»
ادوارد براون مجله را نشریه‌ای می‌نامد که «مشتمل بر مقالات [بلند] علمی، ادبی، سیاسی و تاریخی مفصل‌تر از اخبار و وقایع جاری [روزنامه] باشد» و اضافه می‌کند که «این قبیل نشریات جلد شده به شکل و قطع کتاب در مدت‌های متناوب با فواصل معین انتشار می‌یابد. در لسان عربی معاصر آن را مجله و در ترکیه مجموعه می‌نامند. به عقیدهٔ من در زبان فارسی جنگ یا سفینه بهترین نام برای چنین نشریه‌ای می‌تواند باشد. این دو کتاب در کتب قدیمه به همین قسم مجموعه‌های یادداشت گفته می‌شده و جریده نوع دیگری از آن بوده است.»
«در بیروت کلمهٔ مجله را که به عربی به کار می‌رفت، برای مطبوعات دوره‌ای زمان‌دار به کار می‌بردند. مجله مانند مظنهٔ لفظی عربی‌الاصل و مشتق از ریشهٔ «جل» به نظر می‌رسد. با توجه به معنی قبلی مقصود از آن، باید آن را کلمه‌ای دخیل پنداشت نه اصیل که از راه زبان‌های آرامی و عبری و سریانی به عربی درآمده باشد… به هر صورت، ابراهیم یازجی ادیب معروف لبنانی نخستین بار این لفظ را از مورد خاص لغوی که آن صحیفهٔ حکمت باشد، برگرفت و مجله الطب بیرون را در ۱۸۸۴ به این نام انتشار داد. البته مجله الجنان و النحله و النجاح و المقتطف چند سال پیش از این تاریخ دورهٔ انتشار خود را آغاز کرده بودند، ولی کلمهٔ مجله را بعد از ۱۸۸۴ در معرفی شکل انتشار خود به کار بردند. این لفظ در زبان ترکی عثمانی نخست در مورد مجلهٔ قوانین عدلیهٔ معمول در محاکم رسمی به صورت مجله الاحکام به کار برده می‌شد و بعداً در زبان ترکی هم به معنی نشریات زمان‌دار مرسوم و معمول گردید …»

## انواع

### بر اساس ترتیب انتشار
از نظر ترتیب انتشار، مجله‌ها به انواع مختلف تقسیم می‌شوند:
- مجلهٔ هفتگی: مجله‌ای که در هر هفته یک بار انتشار یابد.
- مجلهٔ ماهانه: مجله‌ای که در هر ماه یک بار منتشر شود که به این نوع مجله، ماهنامه یا مجلهٔ ماهیانه نیز می‌گویند.
- مجلهٔ سه ماهانه: مجله‌ای که در هر سه ماه یک بار منتشر گردد که این نوع مجله‌ها بیشتر به فصلنامه اشتهار دارند.
- مجلهٔ شش ماهانه: مجله‌ای که در هر شش ماه یک بار منتشر شود که به این مجله‌ها دوفصلنامه یا نیم سالنامه نیز می‌توان گفت.[۷]

### بر اساس محتوا
مجله‌ها به لحاظ دامنهٔ شمول و محتوا، به دو دستهٔ عمومی و تخصصی تقسیم می‌شوند.

### بر اساس قالب انتشار و دسترسی
مجله‌ها از لحاظ قالب انتشار، به سه دستهٔ کاغذی و الکترونیکی و چند رسانه‌ای تقسیم می‌شوند. مجلهٔ کاغذی مجله‌ای است که به شکل سنتی چاپ و انتشار می‌یابد. مجله الکترونیکی به مجله‌ای گفته می‌شود که به صورت الکترونیکی روی اینترنت چاپ و منتشر می‌شود. مجلهٔ چندرسانه‌ای به مجله‌ای گفته می‌شود که به صورت Pdf روی لوح فشرده منتشر می‌شود. پس از اختراع وب، بسیاری از مجله‌های کاغذی به صورت الکترونیکی نیز منتشر می‌شوند که به دو صورت قابل دسترس هستند:
- پرداخت حق اشتراک و آبونمان
- دسترسی آزاد

## تاریخچه

### مجله در ایران

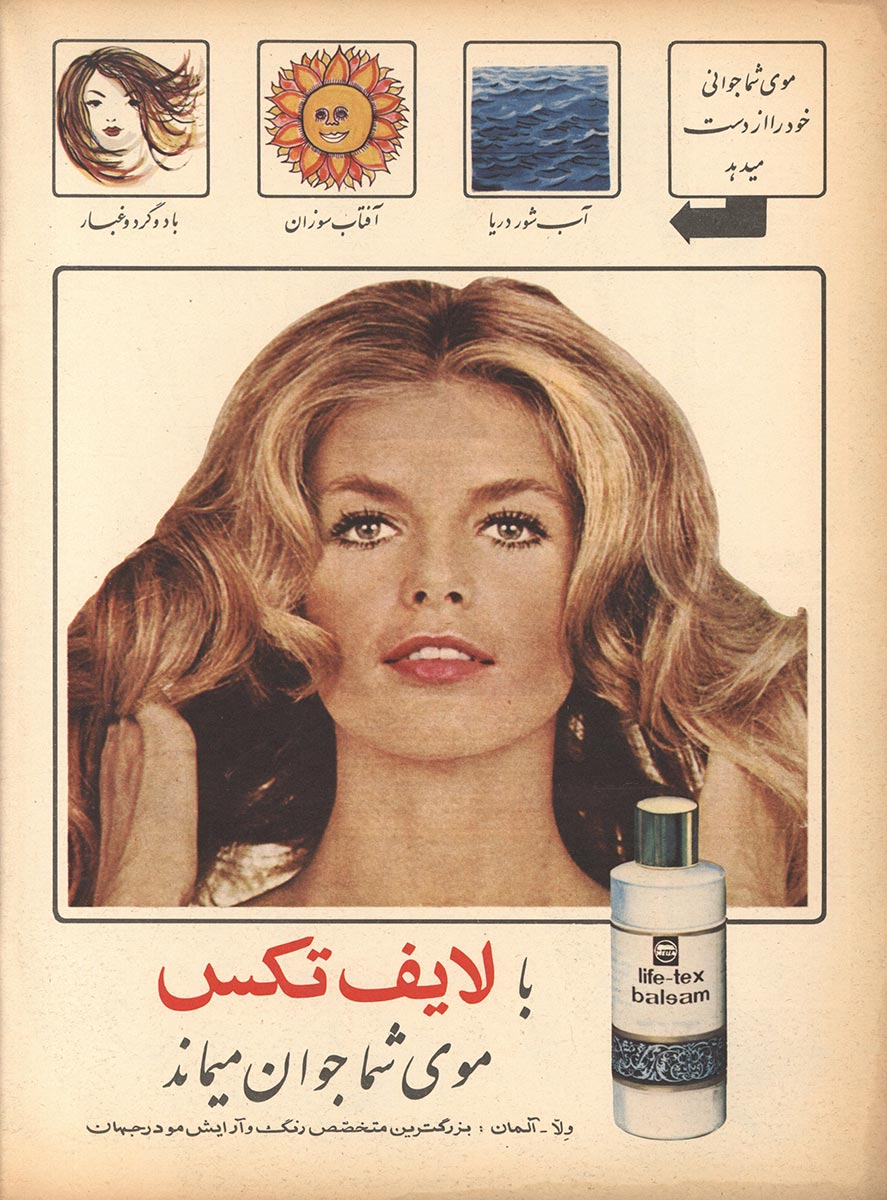
تبلیغی از برند آلمانی وِلا در مجلهٔ زن روز، ۲۷ دی ۱۳۴۹

با توجه به تعریف ارائه شده از مجله، در ۶۵ سال نخست عمر مطبوعات در ایران، نشریه‌ای در شکل مجله در این کشور منتشر نشده است. از کتابخانهٔ خلاصه الاخبار چاپی تاکنون نسخه‌ای به دست نیامده است. بدون احتساب این عنوان که از شکل و محتوایش بی‌خبریم و عنوان‌هایی که شاید بعدها به دست آیند، می‌توان نوشت در عهد محمدشاه قاجار و ناصرالدین‌شاه قاجار مجله – با تعریف ارائه شده – در ایران منتشر نشده است. هم‌اکنون قدیمی‌ترین و معتبرترین مجله ایرانی که بیش از چهل و یک سال است که منتشر می‌شود، ماهنامه فیلم است.
روزنامهٔ علمیهٔ دولت علیهٔ ایران، روزنامهٔ ملتی، روزنامهٔ نظامی، روزنامهٔ علمی، مریخ و چند نشریهٔ دیگر تا حدودی از نظر محتوا و ترتیب انتشار مجله‌اند، اما از نظر شکل مجله محسوب نمی‌شوند. مراد از شکل نیز فقط قطع نیست. روزنامهٔ اردوی همایون و ورقهٔ ماه مدرسهٔ دارالفنون تبریز تقریباً قطع رقعی دارند، اما مجله به حساب نمی‌آیند. نخستین نشریهٔ ادواری مجلد ایران که خصوصیات مجله را داشت سالنامهٔ ایران ۱۲۹۰ است که از نظر ترتیب انتشار مجله محسوب نمی‌شود.

#### فلاحت مظفری
فلاحت مظفری – به مفهوم امروزی – سرآغاز مجله نگاری در ایران است.
در جمادی‌الاول ۱۳۱۸ ق. برابر با اوت ۱۹۰۰ م. در تهران از سوی ادارهٔ کل فلاحت مجله‌ای با قطع ۲۱۱×۱۶۶۵ با عنوان فلاحت مظفری منتشر شد. بر روی جلد شمارهٔ اول این مجله که نخستین نشریهٔ اختصاصی کشاورزی ایران است، آورده‌اند:
«صاحب امتیاز [مهدی] فخیم السلطنه، رئیس و مدیر کل فلاحت ممالک محروسه است، مسیو داشر، مدیر و مهندس زارعت [نیز] بعضی مقالات را می‌دهد، محل رجوع چهارراه مخبرالدوله در ادارهٔ مرکزی کل فلاحت است. وجه اشتراک سالیانهٔ طهران ۱۸ قران، داخلهٔ ایران ۲۰ قران، اروپ و آمریک ۱۴ فرانک، تمام عثمانی سه مجیدی، قفقاز و روسیه شش منات، هند و افغانستان ۹ روپیه [و] اجرت پست همه‌جا به عهدهٔ اداره است» و «از کلیهٔ علوم فلاحت و فواید عامه و مقالات سودمند دیگر و اخبار رسمی راجع به امور فلاحت سخن می‌گوید. مقالات نافعه به حال دولت و ملت و راجع به فلاحت و فواید عامه را با کمال امتنان می‌پذیرد و نشر می‌نماید، مراسلاتی که به اداره می‌رسد، در صورت انتشار و عدم آن صاحبش حق استرداد ندارد. پاکت‌های بیتمبر قبول نمی‌شود. ماهی دو بار در غره و پانزدهم طبع و تقسیم می‌شود.»
اگرچه نوشته شده است «ماهی دوبار» ولی انتشار این مجله با وقفه همراه بوده است. به عنوان مثال، فاصلهٔ انتشار شماره‌های یک و دو به یک ماه می‌رسد که علت این وقفه در مقدمهٔ شماره دوم «غفلت امنای دارالطباعه» ذکر شده است و در صفحات آغازین شمارهٔ سوم نیز در اینباره می‌نویسند:
از اول چنان مقرر شده بود که ماهی دوبار [این مجله] به حروف سربی طبع و انتشار یابد. امنای دارالطباعهٔ سربی [...] از عهد برنیامده و نتوانستند [مجله] را به‌وقت برسانند، از آن رو [چاپ مجله] به تأخیر افتاد، لهذا طبع [مجله] را به حروف سربی موقوف کرده، قرار دادیم که بعد از این [مجله] را به خط نستعلیق نوشته به مطبعهٔ سنگی چاپ کرده ماهی دوبار انتشار دهیم. از مشترکین عظام اعتذار می‌کنیم که به سبب تأخیرات واقعه ما را خورده نگیرند که تخلف از امنای مطبعهٔ سربی بود.
از دیگر نکات قابل ذکر در معرفی این مجله این است که شماره‌های دوازدهم و سیزدهم آن در یک مجلد چاپ و منتشر شده است. دیگر این‌که در شمارهٔ نوزدهم این مجله می‌خوانیم:
در سال اول [...] فلاحت مظفری فقط پنج نمره چاپ شد و آن نمرات در دست نیست و تمام شده، در سال دوم که تا اول میزان قوی ئیل باشد، ۱۲ نمره چاپ و توزیع گردید، ولی تاکنون مشترکین عظام وجه ناقابل آن که در سال شش قران است، چه در طهران و چه در ولایات نپرداخته‌اند. امیدوار است که این جزئی وجه را که پول کاغذ و پست نمی‌شود، زودتر بپردازند و از اول میزان که اول سال فلاحتی است، شروع به نمرهٔ ۱۸ که نمرهٔ اول سال سوم است، نموده و برای عموم مشترکین سابق فرستاده خواهد شد، ولی مستدعی است که اگر میل به دادن شش قران که پول چاپ گراور این [مجله] است، ندارند تمام ۱۲ نمره را با قبض اداره به فراش مسترد سازند تا به مشترکین جدید دیگر که طالب آن ۱۲ نمره سال دومند داده شود و اگر کسر نمره دارند یا [مجله] غیرمنظم به آن‌ها رسیده مرقوم فرمایند تا از فراش مؤاخذه شود. امید است ان‌شاءالله … دریغ نخواهند فرمود، ولی در سال آتیه، بلکه در همین ماه شوال اقدام فرمایند و الا پس از ماه شوال اگر بفرستند بی‌فایده و بی‌اثر خواهد بود.
قدیمی‌ترین مجله در حال انتشار ایران، مجله صف ارتش جمهوری اسلامی ایران است که انتشار آن از اسفند ۱۳۰۰ هجری خورشیدی (جمادی‌الثانی ۱۳۴۰- فوریه ۱۹۲۲ میلادی) به نام قشون (ارتش) آغاز شده و این روند تا کنون ادامه دارد.
مجله قشون مدتی بعد و با تغییر نام قشون به ارتش، به نام مهنامه ارتش تغییر عنوان داد. اما همچنان فقط نام سازمان خود را در لوگو ی مجله داشت تا اینکه با پیروزی انقلاب اسلامی ایران، نام صف با بهره‌گیری از یکی از آیات سوره صف به این مجله اختصاص یافت.

—مهدی، معاون ادارهٔ فلاحت
مجله در ایران امروزه بسیار حرفه‌ای‌تر دنبال می‌شود. از آنجایی که استفاده از اینترنت بسیار رواج یافته، مجله‌های اینترنتی فراوانی روی کار آمده‌اند که به گستره بسیار وسیعی از مخاطبان دسترسی دارند. به عنوان نمونه، مجله ایران و جهانکه در حوزه، ادبیات، هنر و فلسفه پیشتاز است، صرفاً در بستر اینترنت فعال است.

## ساختار مجله

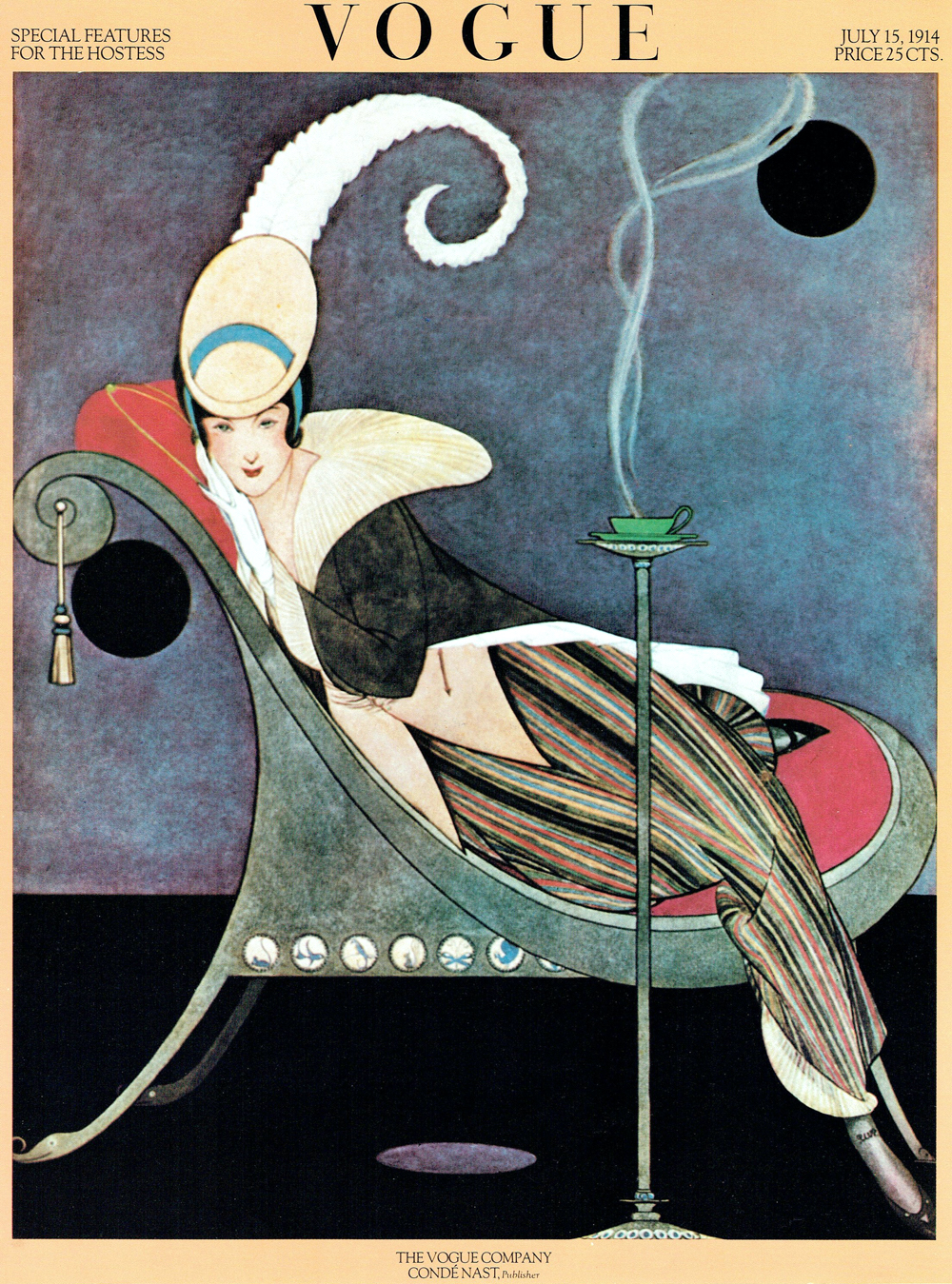
مجله وگ در سال ۱۹۱۴ میلادی

مجله دارای «شکل» و «محتوا» است. مجله‌ها به لحاظ شکل عموماً دارای نام، اندازهٔ معین، شماره و تاریخ، دوره یا سال، شناسنامه (نام صاحب امتیاز، مدیر مسئول، سردبیر، هیئت تحریریه، نشانی و…)، و به عنوان هویت ظاهری دارای شیوهٔ صفحه‌آرایی هستند. در عرف مطبوعاتی امروز به نشریه‌های هفتگی، دوهفتگی و… که در ایران در شکل و هیئت روزنامه منتشر می‌شوند به لحاظ فرم چاپ و… مجله گفته نمی‌شود چون یکی از ویژگی‌های فنی مجله اتصال اوراق آن به وسیلهٔ مفتول یا چسب به یکدیگر است. از سوی دیگر در ابتدای انتشار، هر آنچه را که ما امروز مجله می‌نامیم، به اسم روزنامه یا جریده می‌خوانده‌اند که با این تعریف می‌توان گفت که در ایران انتشار مجله قبل از رواجِ این واژه مرسوم شده است.

### مقاله
یک مقالهٔ علمی پژوهشی شامل عناصر زیر است:
عنوان، نام و مشخصات نویسنده، چکیده، کلیدواژه‌ها، مقدمه، پیشینه پژوهش، روش‌شناسی، تجزیه و تحلیل داده‌ها، نتیجه‌گیری، فهرست منابع یا کتابشناسی. مقاله‌های علمی اغلب طولانی هستند و در پایان حاوی فهرستی از آثار استناد شده در متن مقاله هستند که به کتابشناسی یا فهرست منابع موسوم است. در حالی که مقاله مجله‌های عمومی فاقد استناد هستند.

## اعتبار

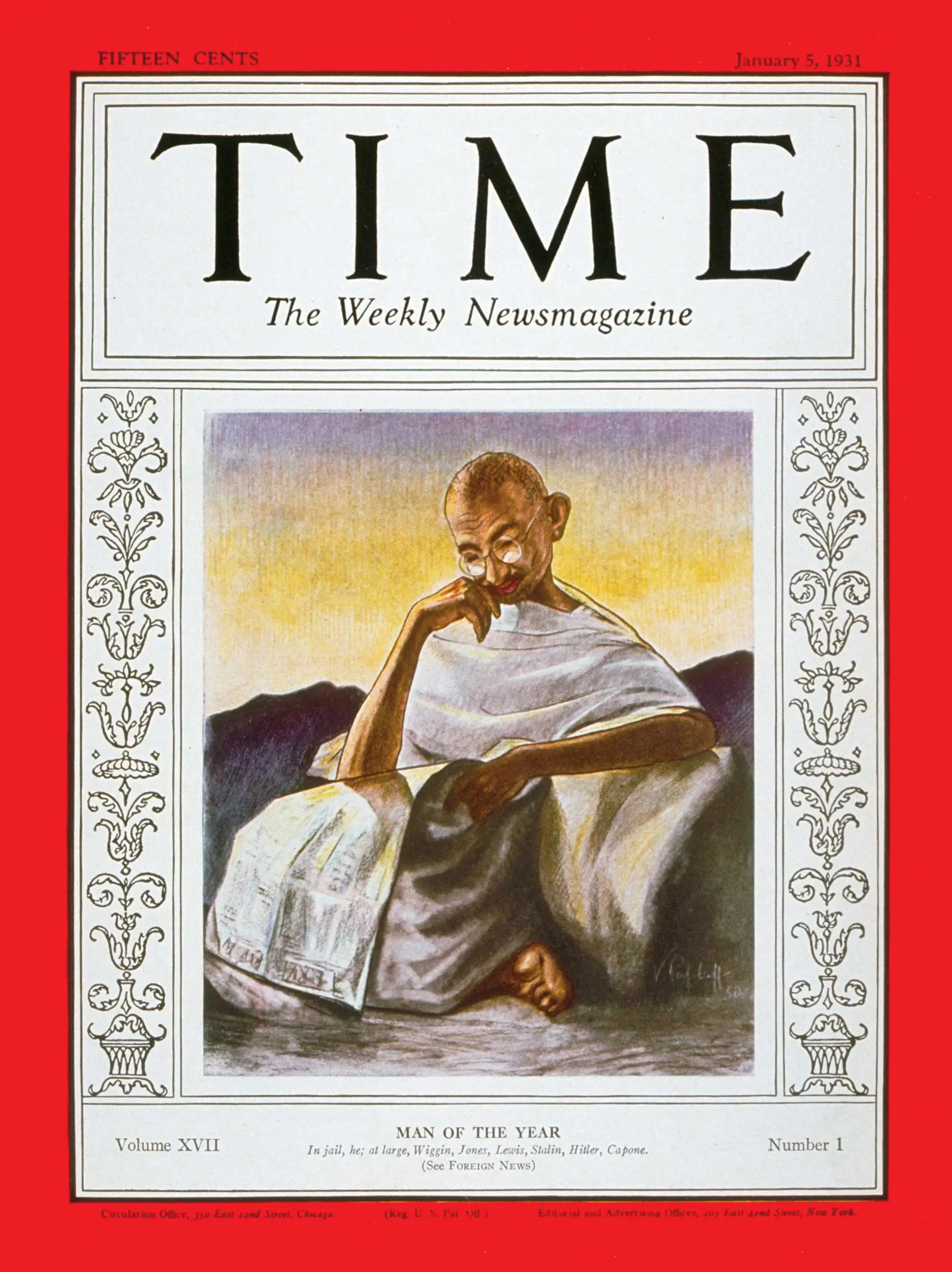
مهاتما گاندی شخص سال ۱۹۳۰ در مجله تایم

به‌طور معمول، مجله‌های علمی پژوهشی توسط متخصصان موضوعی مورد داوری همتا (Peer Review) قرار می‌گیرند. مجله‌های علمی پژوهشی بر اساس معیاری موسوم به ضریب تأثیرگذاری مجله (Impact Factor) که مبتنی بر میزان استنادهاست مورد ارزیابی و رتبه‌بندی قرار می‌گیرند. کتابخانه‌های ملی، یا کتابخانه‌های بزرگ و دانشگاهی معمولاً شماره‌های مربوط به یک سال یک مجله علمی را در یک یا چند مجلد به صورت سالانه صحافی می‌کنند.
یکی از عوامل اصلی پیشرفت هر کشوری، میزان تولید مقالات و تأثیر انتشارات علمی آن کشور است (عصاره، ۱۳۷۷). امروزه تعداد مقاله‌ها و مجله‌های علمی منتشر شده در یک کشور به عنوان یکی از شاخص‌های اصلی توسعه‌یافتگی و اعتبار علمی آن کشور در سطح بین‌المللی محسوب می‌شود. مجله‌های علمی یکی از ابزارهای مهم شکوفایی صنعت و فناوری محسوب می‌شوند؛ زیرا از یک سو، میان مجامع علمی و پژوهشگران ارتباط برقرار می‌نمایند و از سوی دیگر علم را از بخش‌های دانشگاهی و پژوهشی به حوزه صنعت و تولید انتقال می‌دهند. در واقع، مجله‌های علمی رابط بین دانشگاه و صنعت هستند. بدیهی است که مقاله‌های علمی که منبع عمده اطلاعات علمی محسوب می‌شوند در میان سایر آثار علمی از منزلت خاصی برخوردار هستند (نوروزی و علی‌محمدی، ۱۳۸۵).

## پی‌نوشت
1. ↑  قاسمی، «سرآغاز مجله‌نگاری در ایران»، روزنامهٔ اعتماد ملی، ۹.
2. ↑  نشریهٔ تربیت،  ۲.
3. ↑  سلطانی و  راستین، اصطلاح‌نامهٔ کتابداری، ۲۷۱.
4. ↑  برزین، فرهنگ اصطلاحات روزنامه‌نگاری فارسی، ۱۳۷.
5. ↑  تربیت و  براون، تاریخ مطبوعات و ادبیات ایران، ۲:‎ ۱۴۰.
6. ↑  محیط طباطبایی، تاریخ تحلیلی مطبوعات ایران، ۲۳۲۲۲۳۳.
7. ↑  قاسمی، «سرآغاز مجله نگاری در ایران»، روزنامهٔ اعتماد ملی، ۹.
8. ↑  قاسمی، «سرآغاز مجله نگاری در ایران»، روزنامهٔ اعتماد ملی، ۹.
9. ↑  قاسمی، «سرآغاز مجله نگاری در ایران»، روزنامهٔ اعتماد ملی، ۹ (پی‌نوشت).
10. ↑  قاسمی، «سرآغاز مجله نگاری در ایران»، روزنامهٔ اعتماد ملی، ۹.
11. ↑  قاسمی، «سرآغاز مجله نگاری در ایران»، روزنامهٔ اعتماد ملی، ۹.
12. ↑  قاسمی، «سرآغاز مجله نگاری در ایران»، روزنامهٔ اعتماد ملی، ۹.
13. ↑  فخیم‌السلطنه، فلاحت مظفری، روی جلد.
14. ↑  فخیم‌السلطنه، فلاحت مظفری، مقدمه.
15. ↑  فخیم‌السلطنه، فلاحت مظفری، ۱۹:‎ ۲۹۲.
16. ↑  قاسمی، «سرآغاز مجله نگاری در ایران»، روزنامهٔ اعتماد ملی، ۹.